# Eileen Gunn
Eileen Gunn (ur. 23 czerwca 1945 w Dorchester, Massachusetts) – autorka i redaktorka fantastyki naukowej mieszkająca w Seattle w stanie Waszyngton. 
Debiutowała w 1978. Jej utwór Coming to Terms, inspirowany przyjaźnią z Avramem Davidsonem, zdobył nagrodę Nebula za najlepszą miniaturę literacką w 2004. Trzy lata później, w 2007, japońskie tłumaczenie tekstu zdobyło nagrodę Sense of Gender Award przyznane w trakcie Worldconu w Jokohamie.. Jej dwie inne prace były nominowane do Nagrody Hugo: Stałe strategie dla średniego personelu zarządzającego w 1989 oraz Z komputerem za pan brat w 1990.
W 2009 wchodziła w skład jury Nagrody im. Philipa K. Dicka.

## Życiorys
Gunn ma doświadczenie w reklamie i marketingu high-tech; w latach 70. pisała reklamy dla Digital Equipment Corporation i w 1985 zajmowała się reklamą dla firmy Microsoft. Jest absolwentką Clarion Workshop i jest członkiem zarządu Clarion West Writers Workshop